# Alimético
Aliméticos (alimentos saudáveis + cosméticos) são uma marca registrada para definir produtos alimentícios feitos para consumo, que além de alimentarem, possuem ativos com propriedades cosméticas, que trazem benefícios para a pele e saúde, de modo geral. Além da característica nutritiva, seu uso pode trazer benefícios estéticos. Os aliméticos auxiliam na complementação alimentar, suprem nutrientes carentes no corpo, o que provoca aumento da regeneração celular. São ricos em vitaminas e em colágeno.